# Annita á Fríðriksmørk

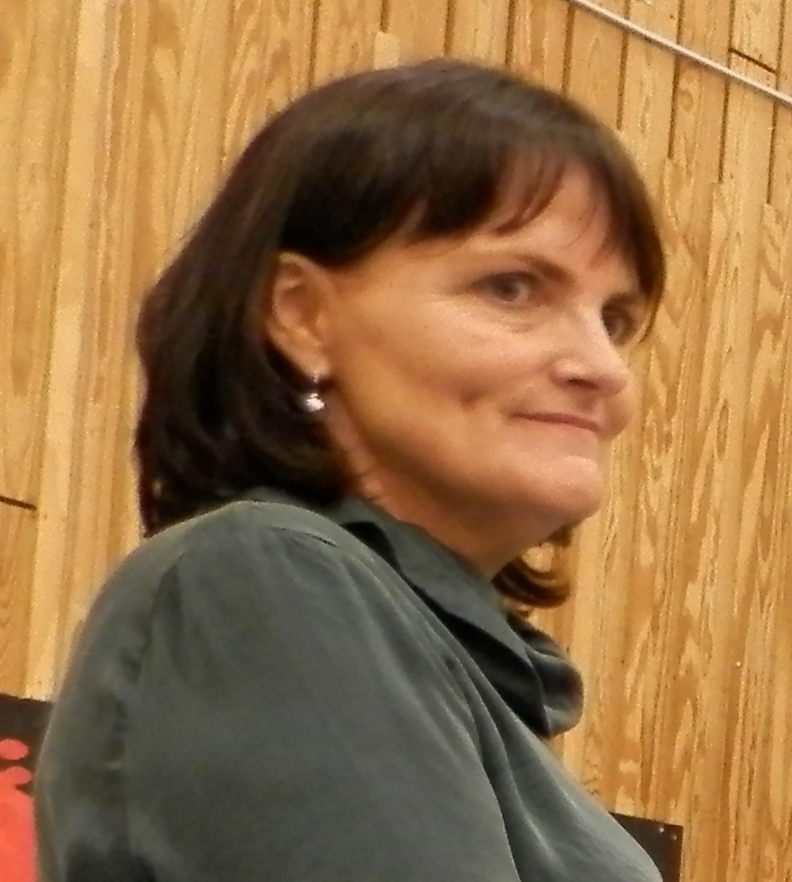
Annita á Fríðriksmørk, 2015

Annita á Fríðriksmørk (* 27. Juli 1968 in Tórshavn, Färöer) ist eine färöische Pädagogin und Politikerin der linken Republikaner (Tjóðveldisflokkurin).
Annita ist die Tochter von Simona Abrahamsen und Henry Frederiksberg aus Strendur. Verheiratet ist sie mit Páll Olsen aus Skáli, mit dem sie die Kinder Símun Pauli und Brynhild hat. Die Familie lebt in Hoyvík. 
Annita á Fríðriksmørk machte 1992 ihr Lehrerexamen. Seit 1996 unterrichtet sie an der Technischen Schule in Tórshavn.
Seit 1998 ist sie Abgeordnete im Løgting und wurde 2002 und 2004 wieder gewählt. Sie war Vorsitzende des Kulturausschusses und Mitglied im parlamentarischen Gremium, dass sich um die Kontrolle des Strafvollzugs kümmert. Sie saß auch im Ausschuss, der das künftige Grundgesetz der Färöer für den Fall der Loslösung von Dänemark vorbereitet. 
2003 war sie vom 1. Januar bis 5. Dezember auch Kulturministerin in der Landesregierung der Färöer. In ihre kurze Amtszeit fiel die Unterzeichnung des Abkommens zur kulturellen Zusammenarbeit mit den Shetlandinseln.
Aktuell zählt sie zu den wenigen Frauen in der färöischen Politik und ist besonders engagiert im Bereich Gleichstellung. Daneben ist sie Sprecherin ihrer Partei für Sozial-, Gesundheits-, Erdöl- und Kirchenpolitik.
Sie war zusammen mit ihrem Parteifreund Finnur Helmsdal die Initiatorin des Antidiskriminierungsgesetzes der Färöer, das seit 2006 ausdrücklich auch Homosexuelle schützt. 2007 wurde sie deshalb von der färöischen Frauenzeitschrift Kvinna zur „8.-März-Frau“ nominiert, einer Auszeichnung, die dort erstmals zum Internationalen Frauentag vergeben wird.
Bei der Folketingswahl 2007 war Annita á Fríðriksmørk Nachrückerin für ihren Parteivorsitzenden Høgni Hoydal, der im Februar 2008 in die Landesregierung der Färöer berufen wurde. Wegen eines Mutterschaftsurlaubs wird sie aber 2008 noch von Sjúrður Skaale vertreten, bevor sie ihren Sitz im Folketing einnehmen wird.